# Pentace strychnoidea
Pentace strychnoidea é uma espécie de angiospérmica da família Tiliaceae.
Apenas pode ser encontrada no seguinte país: Malásia.